# Bonita Granville
Bonita Granville (Chicago, 2 febbraio 1923 – Santa Monica, 11 ottobre 1988) è stata un'attrice statunitense.
Nel 1937 ottenne una candidatura all'Oscar alla miglior attrice non protagonista per il film La calunnia (1936) di William Wyler.

## Biografia
Nata a Chicago da una coppia di attori teatrali, Bonita Granville fece il suo debutto cinematografico all'età di nove anni nel western Westward Passage (1932) e nei due anni successivi apparve in una serie di ruoli non accreditati in film come Piccole donne (1933) di George Cukor e Cavalcata (1933) di Frank Lloyd.
Nel 1936 recitò nel dramma La calunnia (1936) di William Wyler, tratto dall'opera teatrale The Children's Hour di Lillian Hellman. Nel ruolo di Mary, la perfida bambina che sconvolge l'esistenza delle sue due insegnanti (Merle Oberon e Miriam Hopkins) con calunniose bugie sulla loro vita privata, la Granville ottenne una candidatura all'Oscar alla miglior attrice non protagonista.
Dopo una serie di ruoli in drammi come L'aratro e le stelle (1936) di John Ford e commedie quali Dolce inganno (1937) di George Stevens, la Granville ottenne il ruolo della brillante detective dilettante Nancy Drew, protagonista di una serie di romanzi gialli per ragazzi, nel film Nancy Drew -- Detective (1938) di William Clemens. Il successo consentì all'attrice di riprendere il personaggio in altri tre film, Nancy Drew... Reporter (1939), Nancy Drew... Trouble Shooter (1939) e Nancy Drew and the Hidden Staircase (1939).
Nella prima metà degli anni quaranta, la Granville continuò ad apparire in ruoli di supporto in film quali Bufera mortale (1940) di Frank Borzage, nel melodramma Perdutamente tua (1942), accanto a Bette Davis, e nel noir La chiave di vetro (1942), a fianco di Alan Ladd e Veronica Lake. Tra le sue migliori interpretazioni di questo periodo è da ricordare quella di Anna Muller nel film Hitler's Children (1943), pellicola dai forti toni antinazisti.
Nel 1947 sposò il produttore Jack Wrather e diradò le sue apparizioni cinematografiche per dedicarsi alla produzione di programmi e serial televisivi. Con il marito formò la Wrather Corporation, che ebbe tra i suoi maggiori successi la serie per ragazzi Lassie. In alcuni episodi la Granville prestò la propria voce come narratrice non accreditata.

## Vita privata
Dal matrimonio con Jack Wrather, la Granville ebbe due figli, Linda e Christopher. Wrather morì nel 1984, mentre l'attrice lo seguì quattro anni più tardi, l'11 ottobre 1988, all'età di 65 anni, per un cancro ai polmoni. È sepolta al Holy Cross Cemetery di Culver City.

## Filmografia

### Cinema
- Westward Passage, regia di Robert Milton (1932)
- Silver Dollar, regia di Alfred E. Green (1932) (non accreditata)
- Cavalcata (Cavalcade), regia di Frank Lloyd (1933) (non accreditata)
- Piccole donne (Little Women), regia di George Cukor (1933)
- Il canto della culla (Cradle Song), regia di Mitchell Leisen (1933)
- La donna nell'ombra (The Life of Vergie Winters), regia di Alfred Santell (1934)
- La figlia di nessuno (Anne of Green Gables), regia di George Nicholls Jr. (1934)
- Ah, Wilderness!, regia di Clarence Brown (1935)
- Song of the Saddles, regia di Louis King (1936)
- La calunnia (These Three), regia di William Wyler (1936)
- Il giardino di Allah (The Garden of Allah), regia di Richard Boleslawski (1936)
- L'aratro e le stelle (The Plough and the Stars), regia di John Ford (1936)
- La vergine di Salem (Maid of salem), regia di Frank Lloyd (1937)
- Dolce inganno (Quality Street), regia di George Stevens (1937)
- Call It a Day, regia di Archie L. Mayo (1937)
- Avventura a mezzanotte (It's Love I'm After), regia di Archie L. Mayo (1937)
- Bandiere bianche (White Banners), regia di Edmund Goulding (1938)
- Gioia di vivere (Merrily We Live), regia di Norman Z. McLeod (1938)
- The Beloved Brat, regia di Arthur Lubin (1938)
- My Bill, regia di John Farrow (1938)
- Hard to Get, regia di Ray Enright (1938)
- Nancy Drew -- Detective, regia di William Clemens (1938)
- Nancy Drew... Reporter, regia di William Clemens (1939)
- Fuori da quelle mura (Outside These Walls), regia di Ray McCarey (1939)
- Nancy Drew... Trouble Shooter, regia di William Clemens (1939)
- Nancy Drew and the Hidden Staircase, regia di William Clemens (1939)
- Angeli senza cielo (The Angels Wash Their Faces), regia di Ray Enright (1939)
- Forty Little Mothers, regia di Busby Berkeley (1940)
- Bufera mortale (The Mortal Storm), regia di Frank Borzage (1940)
- Those Were the Days!, regia di Theodore Reed (1940)
- Wapakoneta (Third Finger, Left Hand), regia di Robert Z. Leonard (1940)
- Incontro senza domani (Escape), regia di Mervyn LeRoy (1940)
- Gallant Sons, regia di George B. Seitz (1940)
- Wild Man of Borneo, regia di Robert B. Sinclair (1941)
- The People Vs. Dr. Kildare, regia di Harold S. Bucquet (1941)
- Down in San Diego, regia di Robert B. Sinclair (1941)
- Il molto onorevole Mr. Pulham (H.M. Pulham, Esq.), regia di King Vidor (1941)
- Stella nel cielo (Syncopation), regia di William Dieterle (1942)
- La chiave di vetro (The Glass Key), regia di Stuart Heisler (1942)
- Perdutamente tua (Now, Voyager), regia di Irving Rapper (1942)
- Seven Miles from Alcatraz, regia di Edward Dmytryk (1942)
- Hitler's Children, regia di Edward Dmytryk e, non accreditato, Irving Reis (1943)
- Andy Hardy's Blonde Trouble, regia di George B. Seitz (1944)
- È fuggita una stella (Song of the Open Road), regia di S. Sylvan Simon (1944)
- Youth Runs Wild, regia di Mark Robson (1944)
- The Beautiful Cheat, regia di Charles Barton (1945)
- Señorita from the West, regia di Frank R. Strayer (1945)
- Breakfast in Hollywood, regia di Harold D. Schuster (1946)
- The Truth About Murder, regia di Lew Landers (1946)
- Orgasmo (Suspense), regia di Frank Tuttle (1946)
- Carambola d'amore (Love Laughs at Andy Hardy), regia di Willis Goldbeck (1946)
- The Guilty, regia di John Reinhardt (1947)
- Strike It Rich, regia di Lesley Selander (1948)
- Colpevole di tradimento (Guilty of Treason), regia di Felix E. Feist (1950)
- Il cavaliere senza volto (The Lone Ranger), regia di Stuart Heisler (1956)
- La più bella avventura di Lassie (The Magic of Lassie), regia di Don Chaffey (1978) (come produttrice)
- La leggenda del ranger solitario (The Legend of the Lone Ranger), regia di William A. Fraker (1981) (non accreditata)

### Televisione
- Armstrong Circle Theatre – serie TV, 1 episodio (1951)
- The Bigelow Theatre – serie TV, 1 episodio (1951)
- Somerset Maugham TV Theatre – serie TV, 1 episodio (1951)
- Gruen Guild Playhouse – serie TV, 2 episodi (1951)
- Chevron Theatre – serie TV, 2 episodi (1952)
- Campbell Playhouse – serie TV, 1 episodio (1952)
- The Schaefer Century Theatre – serie TV, 2 episodi (1952)
- The Unexpected – serie TV, 1 episodio (1952)
- Broadway Television Theatre – serie TV, 1 episodio (1953)
- The Ford Television Theatre – serie TV, 1 episodio (1953)
- The Pepsi-Cola Playhouse – serie TV, 1 episodio (1954)
- Crown Theatre with Gloria Swanson – serie TV, 1 episodio (1955)
- The Eddie Cantor Comedy Theater – serie TV, episodio 1x06 (1955)
- Schlitz Playhouse of Stars – serie TV, 1 episodio (1955)
- Climax! – serie TV, 2 episodi (1955-1956)
- Matinee Theatre – serie TV, 1 episodio (1956)
- Ethel Barrymore Theater – serie TV, 1 episodio (1956)
- Scienza e fantasia (Science Fiction Theatre) – serie TV, episodio 2x35 (1957)
- Lux Video Theatre – serie TV, 3 episodi (1951-1957)
- The United States Steel Hour – serie TV, 1 episodio (1957)
- Studio One – serie TV, 1 episodio (1958)
- Target – serie TV, episodio 1x05 (1958)
- Playhouse 90 – serie TV, 1 episodio (1959)
- The Best of the Post – serie TV, episodio 1x19 (1961)
- The Fisher Family – serie TV, 1 episodio (1961)
- Lassie – serie TV, 12 episodi (1960-1972)

## Riconoscimenti
- Young Hollywood Hall of Fame (1930's)
- Premi Oscar 1937 – Candidatura all'Oscar alla miglior attrice non protagonista per La calunnia

## Doppiatrici italiane
- Renata Marini in Incontro senza domani
- Miranda Bonansea in Il molto onorevole Mr. Pulham
- Rosetta Calavetta in Stella in cielo[1]
- Germana Calderini in Il giardino di Allah (ridoppiaggio)[2]
- Rosalinda Galli in La calunnia (ridoppiaggio)[3]